# Purgatory
A Purgatory az Iron Maiden brit heavy metal együttes második kislemeze az 1981-es Killers című albumukhoz. A kislemez az 52. helyig jutott a brit listán. A Purgatory dal egy nagyon korai Iron Maiden-szám, az 1976 és 1977 között koncerteken is gyakran játszott Floating átdolgozása. A Purgatory egy gyorsabb változat.
A Purgatory az együttes egyik legsikertelenebb kislemeze, még a legjobb ötvenbe sem sikerült bekerülnie a brit listán. Feltehetően ez annak köszönhető, hogy a kislemez A és B oldalán hallható mindkét dal az albumon is szerepelt, pontosan ugyanebben a formában. 1990-ben a The First Ten Years box set részeként adták ki újra a kislemezt CD-n.
Az ördöggé átalakuló Eddie-t ábrázoló kép nem az első változata volt a kislemez borítójának. Az eredeti képet, amelyen Eddie marionettbábuként mozgatja az ördögöt, túl jónak tartotta a zenekar, hogy csak egy kislemez borítója legyen, és másik borítót rendeltek Derek Riggstől. Később az eredeti kép került az 1982-es The Number of the Beast album frontjára. Ennek ellenére a Purgatory borítója az egyik legismertebb Iron Maiden-grafika, mivel gyakran díszít különböző Iron Maiden-tárgyakat.
A Purgatory borítója volt az első, amelyen Riggs az ördögöt ábrázolta, és az ördög képe a következő két kislemez borítóján is megjelent, és persze a The Number of the Beast albumon.

## A kislemez dalai
1. Purgatory (Steve Harris) – 3:22
2. Genghis Khan (Harris) – 3:09

## Közreműködők
- Paul Di’Anno – ének
- Dave Murray – gitár
- Adrian Smith – gitár
- Steve Harris – basszusgitár
- Clive Burr – dobok

## Fordítás
- Ez a szócikk részben vagy egészben  a   Purgatory (song) című angol Wikipédia-szócikk fordításán alapul.  Az eredeti cikk szerkesztőit annak laptörténete sorolja fel. Ez a jelzés csupán a megfogalmazás eredetét és a szerzői jogokat jelzi, nem szolgál a cikkben szereplő információk forrásmegjelöléseként.